# قمشي (كسبي)
قمشي هي بلدة في مقاطعة كسبي في ولاية قشقداريا في أوزبكستان.